# 李天民 (1925年)
李天民（1925年2月1日—2007年6月14日），遼寧錦縣人，編舞家，國立臺灣藝術大學舞蹈系教授，採集臺灣原住民舞蹈與推廣民族舞蹈。

## 生平

### 採集原住民舞蹈
1925年2月1日，李天民出生在遼寧錦縣。自小，他就對於秧歌、武術有興趣。年少時，他在哈爾濱隨益田隆、鳳久子、吉村辰彥等日本舞者學舞。
到臺灣初期，李天民在屏東市教授民族舞蹈。1949年，他至三地門鄉觀賞原住民舞蹈後產生興趣，便陸續走訪台灣各地原住民部落，參加其節令慶典活動，以記錄該族的舞蹈。在他的觀點，各族原住民舞蹈難區分特色，但泰雅族口簧琴舞是其他各族所沒有。1951年，他至花蓮縣為阿美族編舞，鼓勵原住民舉辦大型豐年祭，因而讓阿美文化村以舞蹈而聞名。
1958年，李天民成立彩虹歌舞團。舞蹈團員為金萍、金妮、莉倩、黃鸝等少女組成，表演阿拉伯舞、夏威夷舞、曼波舞。該團在臺灣巡演了七、八個月回到台北後，李天民感到經營不易與生活不正常，因此結束。
之後，李天民為在女青年工作大隊教舞，就以《高山青》音樂配合原住民集體舞蹈，編創一個可由三百餘人演出的作品而反應良好，便受電影劇組《黑森林》邀他編原住民舞蹈。1963年1月，邵氏兄弟導演袁秋楓在花蓮拍攝《黑森林》時，就由李天民教導作為臨演的阿美族少女舞蹈。1964年6月17日亞太影展，他因《黑森林》獲得最佳舞蹈設計。

### 教導民族舞蹈
過去在復興中華文化的政令，中華民國政府在台灣舞蹈上支持民族舞蹈，一時間，軍中、學校和社會都風行民族舞蹈。李天民所編的民族舞蹈，被認為充滿群眾性和戰鬥性。1964年5月4日，他因舞蹈教育獲榮譽文藝獎章。該年，他論作《舞蹈藝術論》出版，至1996年時已六刷。
1968年夏季奥林匹克运动会前，時任教於中國文化學院舞蹈科的李天民向教育部爭取率領學生出國表演。為替1968年夏季奥林匹克运动会中华民国代表团表演民族舞蹈，他編作了《中華歷代衣冠文物樂舞》、《霓裳羽衣舞》、《飛天舞》、《嘉賓讌舞》、《清宮讌樂》。其中在1967年編創《飛天舞》，為臺灣第一支以敦煌飛天為題材的舞蹈。1968年9月28日，李天民隨团赴墨西哥城。奧運結束後，舞蹈團又赴美國、加拿大演出，直到11月27日才搭機回台北。1970年，為參加1970年世界博覽會，李天民擔任樂舞藝術團團長，團員由中國文化學院學生組成，表演《中華歷代衣冠文物樂舞》等民族舞蹈。
李天民曾教導的藝人，就有因電影《多少柔情多少淚》獲得第6屆金馬獎最佳童星獎的孔令嘉、1960年代末在臺灣走紅的張帝。原先在臺灣只有中國文化學院有舞蹈科，直到1973年由李天民在國立藝專成立夜間部的舞蹈科。1978年，李天民以國立藝專舞蹈科主任、中華民國舞蹈學會總幹事身分，呼籲政府應成立國家舞蹈團，並分為民族舞蹈、芭蕾舞、現代舞和兒童舞蹈組，利用社教館等場地設施訓練。
自1990年，李天民對原住民舞蹈失去傳統感到刺激，於是在臺灣省山胞行政局支持下，將原住民舞蹈的心得整理出版成書。

### 退休
1995年8月，李天民以教授身分從國立藝專退休。1999年5月4日，他再獲榮譽文藝獎章舞蹈類。2002年12月7日到8日，原住民音樂文教基金會邀請李天民到阿美文化村，安排與當初跳舞的原住民女性重逢。
2004年8月31日，高棪、李天民、李彩娥、林香芸等舞蹈家的傳記《舞蹈荒原的墾拓者: 李天民》等舉行新書發表會，李彩娥與李彩娥親自出席。12月25日到26日，台灣藝術大學在臺北市藝文推廣處公演李天民作品，含有《中華歷代衣冠文物樂舞》、《霓裳羽衣舞》、《嘉賓讌舞》、《牧野雄風》、《民族正氣》、《清宮讌樂》、《禮容舞》、《飛天舞》、《高山青》、《鼓舞》。
2007年《中國時報》臺北報導，李天民於6月14日在睡夢中辭世。8月4日，行政院文化建設委員會主任秘書柯基良帶褒揚令予李天民長子李英與遺孀余國芳。

## 出版著作
- 李天民. . 鳴鳳唱片. 1963.
- 李天民. . 正中書局. 1964.
- 李天民. . 鳴鳳唱片. 1967.
- 李天民. . 中華民國舞蹈學會. 1993.
- 李天民、余國芳. . 國立臺灣藝術教育館. 2001.
- 李天民、余國芳. . 大卷文化. 2004. ISBN 9789573084822.
- 李天民、余國芳. . 大卷文化. 2005. ISBN 9789573084846.